# In His Majesty's Service - Live in USA
In His Majesty's Service - Live in USA är ett livealbum av den svenska kristna rockgruppen Jerusalem. Albumet är inspelat live i Shreveport och i Dallas.

## Låtlista
Alla låtar är skrivna av Ulf Christiansson
1. "In His Majesty's Service"
2. "From the Bottom of Our Heart"
3. "I'm Waiting For You"
4. "Read Between The Lines"
5. "The Tide"
6. "Ashes in Our Hands"
7. "Can't Stop Us Now"
8. "Time"
9. "Man of the World"

## Medverkande
- Ulf Christiansson: sång, gitarr
- Peter Carlsohn: bas
- Mikael Ulvsgärd: trummor
- Dan Tibell: keyboard